# Салман-Пак

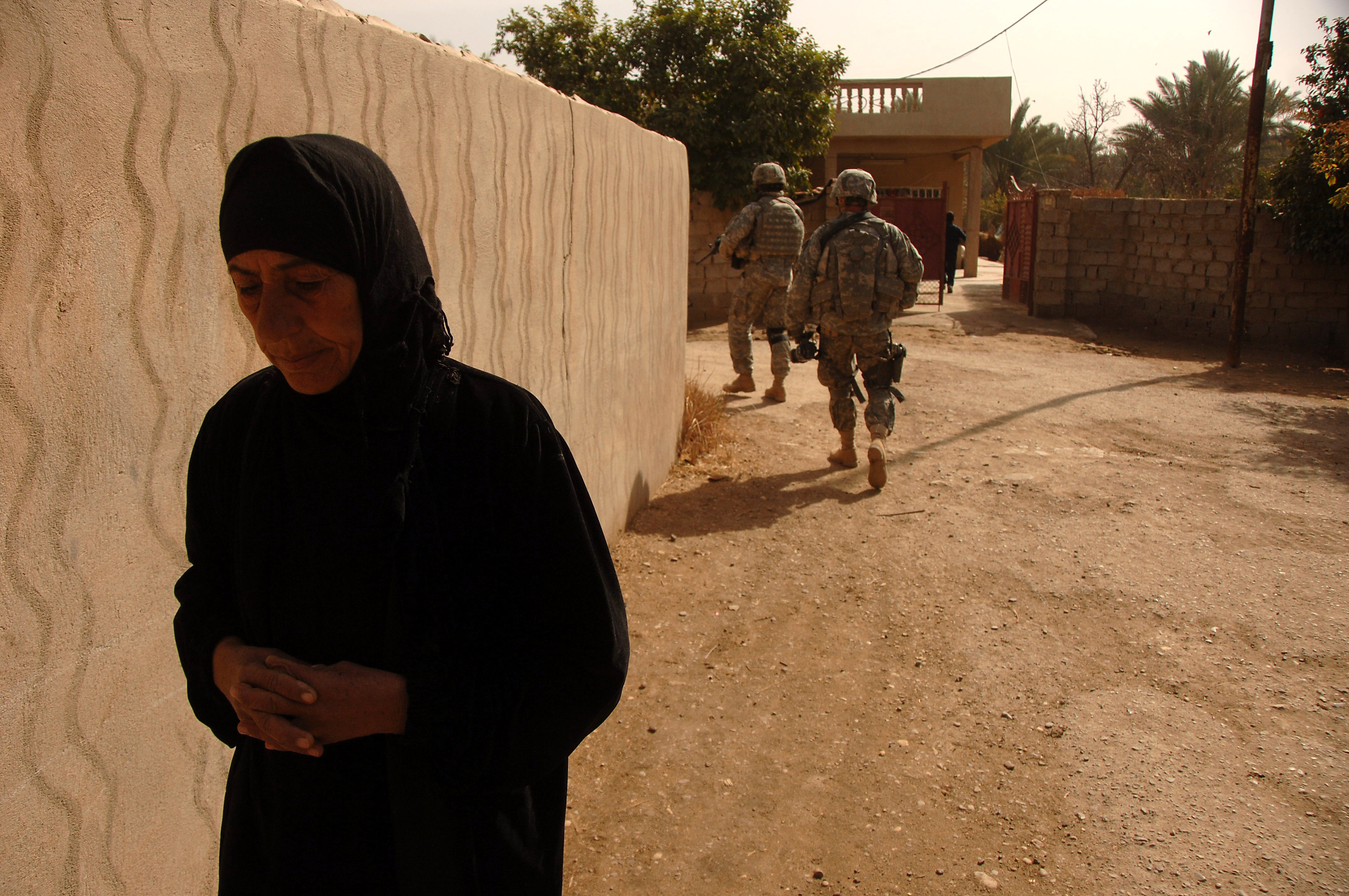
Американские солдаты зачищают Салман-Пак. 16 февраля 2008 года

Салман-Пак (араб. سلمان باك‎) — город в районе полуострова, образованного широким восточным изгибом реки Тигр, в 24 км к югу от Багдада. Получил наименование в честь погребённого в нём сподвижника пророка Мухаммеда Салмана аль-Фариси. Расположен недалеко от античного центра культурной жизни Махозы, на территории которого в настоящее время находятся руины Ктесифона и Селевкии. Близ города расположена одноимённая военная база, в которой реализовывались программы по производству химического и биологического оружия в период нахождения у власти Саддама Хусейна. В том числе на учебных полигонах военной базы Службой разведки Ирака осуществлялся инструктаж сил специального назначения государства.